# 알렉산드르 페르스만

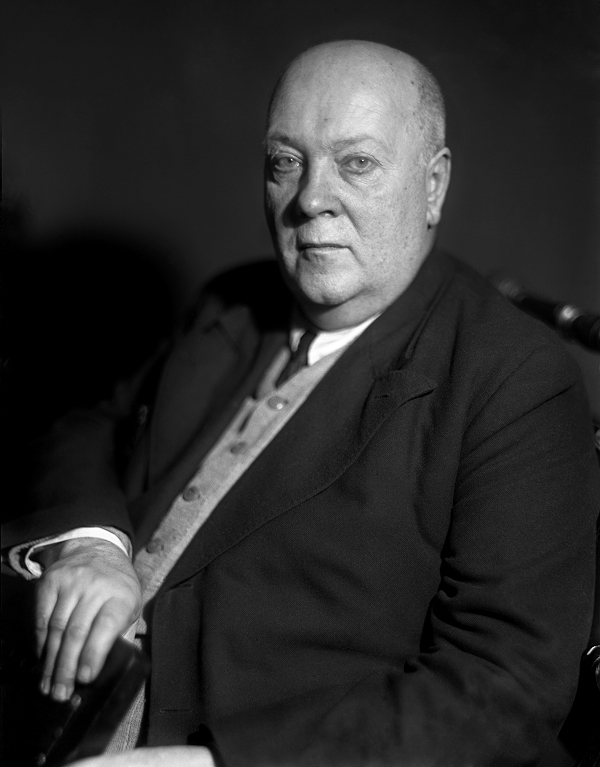

알렉산드르 예브게니예비치 페르스만(러시아어: Александр Евгеньевич Ферсман, 1883년 10월 27일 상트페테르부르크 - 1945년 5월 20일, 소치)는 소비에트 연방의 탁월한 광물학자로, 러시아과학아카데미(1919년)에 근무했다.
알렉산드르 페르만은 레닌 상(1929년)을 받았고, 소비에트 연방 상(1942년)도 받았다.